# Бонеа
Бонѐа (на италиански: Bonea; на неаполитански: Bunea, Бунеа) е село и община в Южна Италия, провинция Беневенто, регион Кампания. Разположено е на 350 m надморска височина. Населението на общината е 1498 души (към 2010 г.).